# نيك فوربس
نيك فوربس (بالإنجليزية: Nick Forbes)‏ هو سياسي بريطاني، ولد في 8 نوفمبر 1973 في المملكة المتحدة. حزبياً، نشط في حزب العمال.